# Knock Me Down
Knock Me Down è una canzone dei Red Hot Chili Peppers. Si tratta del primo singolo estratto dal loro quarto album in studio, Mother's Milk (1989).

## La canzone
Fu scritta come inno contro l'eroina, dopo la morte per overdose del primo chitarrista Hillel Slovak, e parla dei problemi con la droga del cantante Anthony Kiedis: "Se mi vedi in delirio / Se mi vedi intossicato / Stendimi".
Anthony Kiedis e John Frusciante cantarono il testo insieme e nello stesso tempo, ma la versione EMI della canzone fu registrata in modo che il cantato di Frusciante fosse più udibile di quello di Kiedis. "Knock Me Down" fu cantata anche da una corista, nel ritornello e nel finale.

## Il video
Per "Knock Me Down" fu girato un video con l'attore Alex Winter, protagonista di Bill & Ted.

## Tracce
CD Singolo (1989)
1. "Knock Me Down (Album)"
2. "Millionaires Against Hunger (Previously Unreleased)"
3. "Fire (Album)"

Versione 2 CD Singolo (1989)
1. "Knock Me Down (Album)"
2. "Punk Rock Classic (Album)"
3. "Magic Johnson (Album)"
4. "Special Secret Song Inside (Album)"

Singolo 7" (1989)
1. "Knock Me Down (Album)"
2. "Punk Rock Classic (Album)"
3. "Pretty Little Ditty (Album)"

Versione 2 7" (1989)
1. "Knock Me Down (Edit)"
2. "Punk Rock Classic (Album)"
3. "Pretty Little Ditty (Album)"

Versione 3 7" (1989)
1. "Knock Me Down (Album)"
2. "Show Me Your Soul (Previously Unreleased)"

Versione 4 7" (1989)
1. "Knock Me Down (Album)"
2. "Punk Rock Classic (Album)"
3. "Magic Johnson (Album)"
4. "Special Secret Song Inside (Album)"

Singolo 12" (1989)
1. "Knock Me Down (Album)"
2. "Millionaires Against Hunger (Previously Unreleased)"
3. "Fire (Album)"
4. "Punk Rock Classic (Album)"